# Gálos
Gálos (németül Gols, horvátul Gojza) mezőváros Ausztriában, Burgenland tartományban, a Nezsideri járásban.

## Fekvése
Nezsidertől 8 km-re délkeletre, a Fertő tó keleti oldalán fekszik.

## Nevének eredete
Neve a régi magyar Gálos személynévből ered, mely a latin Gallus személynévből származik.

## Története

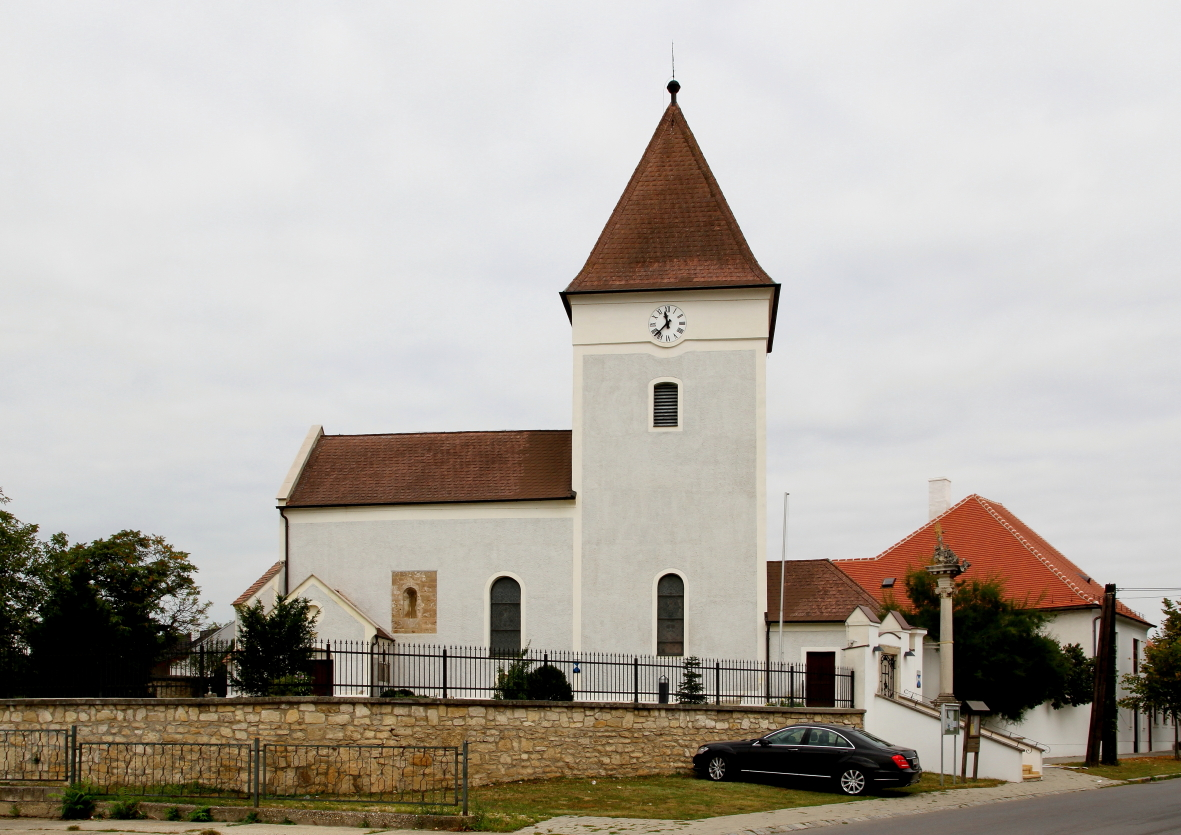
Katolikus plébániatemplom

A Fertő északkeleti oldalán fekvő terület a régészeti leletek tanúsága szerint már a kőkorszakban is lakott volt, de találtak itt leleteket a bronzkorból, a hallstatt-korból is. A római korban a 3.–5. században több település is állt ezen a vidéken. A 10. században a magyarok besenyőket telepítettek ide a nyugati határok őrzésére.
Gálost 1217-ben "villa Galus" néven említik először. Szent Jakab apostol tiszteletére szentelt temploma 1200-ban már állt.  1582-ben Rudolf királytól címert és vásártartási jogot kapott. A reformáció egyik központja volt, az ellenreformáció idején a közeli Esterházy-birtokokról is ide menekültek a protestánsok. 1529-ben és 1683-ban török pusztította. Vidéke ősi bortermőhely.
Vályi András szerint " GALLOS. Gols németűl. Német mező Város, Moson Vármegyében, földes Uri jussal bírják Hertzeg, és Gróf Eszterházy, ’s több Uraságok, a’ Paulinusok részét pedig a’ Religyiói kintstár, lakosai katolikusok, fekszik Barátfaluhoz fél, Védényhez is fél, Posonyhoz négy órányira, Lajta vizétöl sem meszsze. Súllyos viszontagságot, és kárt szenyvedtek lakosai az Ozmanok által, mert azonkivűl, hogy közzűlök sokakat meg öltek, még házaikat is feldúlták, és hamuvá tették, a’ többieket pedig rabságra kénszerítették. Melly kegyetlenséget öregbített a’ lakosoknak ellenek való magok szegezése, mert némellyek fegyveresen a’ Templomhoz fel gyűlekezvén, mind addig meg nem hódoltak, míg erejekkel bírhattak. Nem kisebb sanyarúságot szenyvedtek Rákótzi zendűlésekor is, melly még tovább tartó ínség vala, sőt a’ szerentsétlenül támadott tüzes gyúlladások által is sok károkat szenyvedtek. Határja három nyomásbéli, leg inkább rozsot, búzát, árpát középszerűen, zabot keveset terem, földgyének egy harmad része dombos, és agyagos, réttyei, tölfás erdője, szőleje, és legelője szükségekre elég; középszerű boraikat helyben, egyéb vagyonnyaikat pedig Nizsiderben egy órányíra árúllyák el."
Fényes Elek szerint " Gálos, (Gols), német mváros Mosony vmegyében, fél órányira a Fertőtül, 248 kath., 1408 ágostai lak., kath. és ágostai anyaszentegyházakkal. Van 54 másodrendü jobbágytelke, 109 telkes gazdája, 23 kézmüvese, 3 kalmárja, 308 hold első, 2564 második, 790 harmadik osztálybeli urb. szántóföldje, 311 első, 3 másodrendü embervágó rétje. Szőleje 2213 második, s 1657 harmadik osztálybeli Czapára terjed. Erdeje derék. Juhot a jobbágyok is tartanak. 1683-ban, midőn a törökök Bécsbe mentek, egészen kiraboltatott, s hamuvá tétetett. 1818-ban pedig 2/3 a helységnek, az ágostai szentegyházzal és oskolával együtt tüz áldozatjává lett. F. u. h. Eszterházy, gr. Eszterházy Kázmérné, s Károly főherczeg örök."
1910-ben 2375, többségben német lakosa volt, jelentős magyar kisebbséggel. A trianoni békeszerződésig Moson vármegye Nezsideri járásához tartozott. 1921-ben Ausztria Burgenland tartományához csatolták.

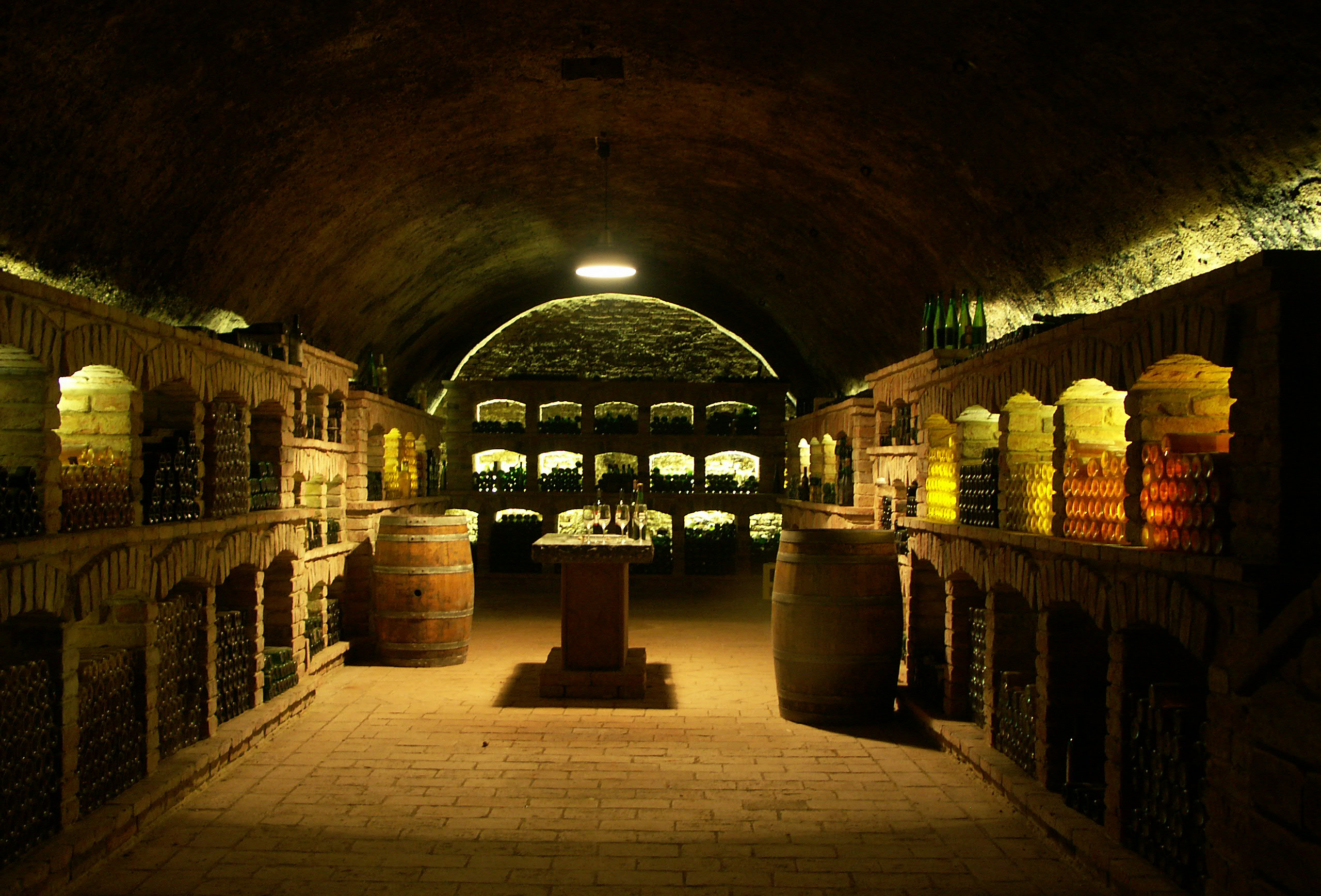
Borospince Gáloson

## Népessége
| 2016 | 3 849 |
| 2018 | 3 835 |

## Nevezetességei
- Szent Jakabnak szentelt római katolikus temploma 12. századi erődtemplom, de eredeti formáját az átalakítások következtében elvesztette. Mai formájában 1500 előtt építették, freskóit Johann Gfall festette.
- Evangélikus temploma 1818-ban épült, 1888-ban neoromán stílusban átépítették. Oltárképe 1537-ből való.
- Kiemelkedő eseménye a minden év augusztusában megrendezett Gálosi Folklórfesztivál.

## Partnertelepülései
- Levél, Magyarország

## Külső hivatkozások
- Hivatalos honlap
- Gálos az Osztrák Statisztikai Hivatal honlapján
- Magyar katolikus lexikon